# 棘球蚴病

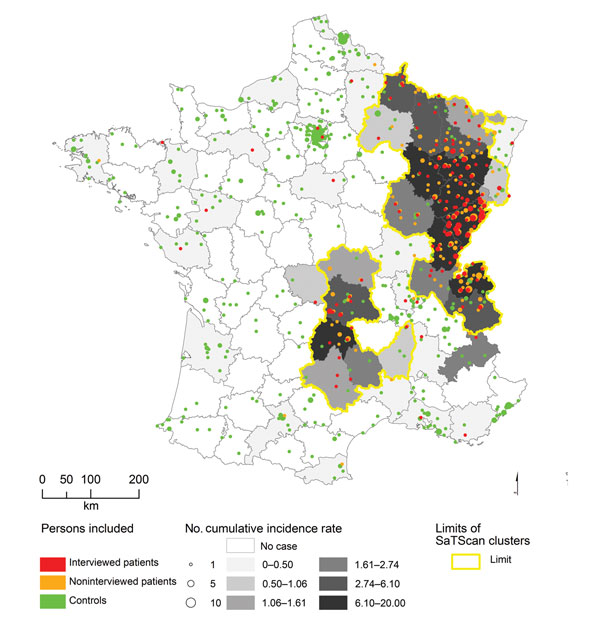
法國的棘球蚴病狀態

棘球蚴病也被称作包虫病（hydatid disease），是一种可以影响人类和其他如羊、狗、老鼠和马等哺乳類动物的寄生虫病。在人类中共发现三种不同形式的棘球蚴病，每一种分别由不同物种的细粒棘球绦虫属的绦虫的幼虫所引起。在人类中发现的该病的第一位是囊型棘球蚴病（又称囊型包虫病），是由细粒棘球蚴（學名：Echinococcus granulosus）所引起的。第二位是泡球蚴病（又称泡型包虫病），是由滤泡棘球蚴（學名：Echinococcus multilocularis）所引起的。发病后，患者的症状和体征取决于包虫的位置和大小。泡型棘球蚴病通常发病于肝脏，之后也有可能扩散至肺部和脑部等其它部位。肝脏发生病变后，患者的临床体征可能包括腹痛、体重减轻和黄疸等。肺部病变可能导致胸口疼痛、氣短、和咳嗽。

## 病因
食用和饮用含有寄生虫卵的食物和水，与受感染的动物亲密接触，能导致棘球蚴病感染。感染了寄生虫的食肉动物在排便时，夹杂在粪便中的寄生虫卵能便得到扩散。常见的受感染动物有狗、狐狸和狼。这些动物受感染的唯一途径是食用含有包虫的动物内脏。这些内脏来自羊类动物和啮齿类动物等。人类所感染的棘球蚴病种类取决于造成感染的棘球蚴种类。棘球蚴病的诊断通常由超声波检查作出，电脑断层扫描（CT）和核磁共振成像（MRI）也可用于该病的诊断。利用血清检查寻找针对该寄生虫的抗体以及进行活体组织切片也能起到诊断的作用。

## 预防与治疗
囊型棘球蚴病的预防手段有为狗除虫和为棉羊接种疫苗。该病的治疗通常较为复杂。治疗可以通过皮肤穿刺抽吸，之后加以药物治疗进行。在一些情况下，观察等待也是该病的处理方法之一。
泡型棘球蚴病的治疗需要藥物治療，有些情形下可能需要手術治療。使用苯並咪唑治療，療程須持續達兩年，並須追蹤病人達十年之久，因為可能復發；並不建議間斷性的藥物治療。泡型棘球蚴病可能导致患者死亡。

## 流行病学
棘球蚴病分布于世界大部分地方，目前约有100万人受到该病影响。在南美洲、非州、亚洲的部分地区，该病患病率可达地区人口的10%，例如西藏地區。2010年，该病导致1200人死亡，较1990年2000人死亡有所下降。据估计，棘球蚴病每年带来的经济损失约在30亿美元左右。该疾病也能感染其它生物，例如豬、牛、马等。

## 註解
1. ↑  「蚴」，拼音：，注音：，粤拼：，音同「友」

## 延伸阅读
- Alimuddin I. Zumla; Gordon C. Cook; Patrick Manson. . . 费城: 桑德斯. 2003年. ISBN 0-7020-2640-9.
- Sailer M, Soelder B, Allerberger F, Zaknun D, Feichtinger H, Gottstein B. . J. Pediatr. 1997年2月, 130 (2): 320–3  [2013-09-04]. PMID 9042141. doi:10.1016/S0022-3476(97)70364-0. （原始内容存档于2018-12-10）.
- Reuter S, Schirrmeister H, Kratzer W, Dreweck C, Reske SN, Kern P. . 临床.感染.DIS. 1999年11月, 29 (5): 1157–63. PMID 10524957. doi:10.1086/313438.
- Baid M, Kar M, Chejara S, Mukhopadhyay M. 在一个76岁的农民身上的原发性腹膜包虫病：一个不寻常的形式的一种常见病、多发病。尼日尔外科杂志[serial online] 2012年 [引自2012年11月2日];18:100-1. 可在此访问: http://www.nigerianjsurg.com/text.asp?2012/18/2/100/103119 （页面存档备份，存于）
- Vuitton DA, Millon L, Gottstein B, Giraudoux P. . Parasite. 2014, 21: 28  [2014-11-29]. doi:10.1051/parasite/2014024. （原始内容存档于2015-09-24）.